# Radikal 73
Radikal 73 mit der Bedeutung „sprechen“ ist eines von den 34 traditionellen Radikalen der chinesischen Schrift, die aus vier Strichen bestehen. 
Mit 15 Zeichenverbindungen in Mathews’ Chinese-English Dictionary kommt es relativ selten vor. Im Kangxi-Wörterbuch waren es 37 Schriftzeichen, die sich unter diesem Radikal finden ließen.
Dieses Piktogramm ist die Darstellung eines Mundes, in dem sich die Zunge bewegt. Leicht zu verwechseln ist dieses Radikal mit Radikal 72, von dem es sich nur dadurch unterscheidet, dass es viel breiter ist.

## Schriftzeichenverbindungen, die vom Radikal 73 regiert werden
| Striche | Zeichen        |
| ------- | -------------- |
| +0      | 曰             |
| +01     | 曱             |
| +02     | 曲 曳          |
| +03     | 更 曵          |
| +04     | 曶             |
| +05     | 曷             |
| +06     | 書 曺          |
| +07     | 曹 曻 曼 曽    |
| +08     | 曾 替 最 朁 朂 |
| +09     | 會             |
| +10     | 朄 朅          |
| +12     | 朆             |
| +17     | 朇             |

 Im Unicodeblock Kangxi-Radikale ist das Radikal 73 unter der Codepointnummer 12.104 (U+2F48) codiert.